# Molophilus dobrotworskyi
Molophilus dobrotworskyi là một loài ruồi trong họ Limoniidae. Chúng phân bố ở miền Australasia.